# 26 frimaire
26 brumaire 26 nivôse
Le sextidi 26 frimaire, officiellement dénommé jour du pignon, est le 86e jour de l'année du calendrier républicain.
C'était généralement le 16e jour du mois de décembre dans le calendrier grégorien.